# Paula Stewart

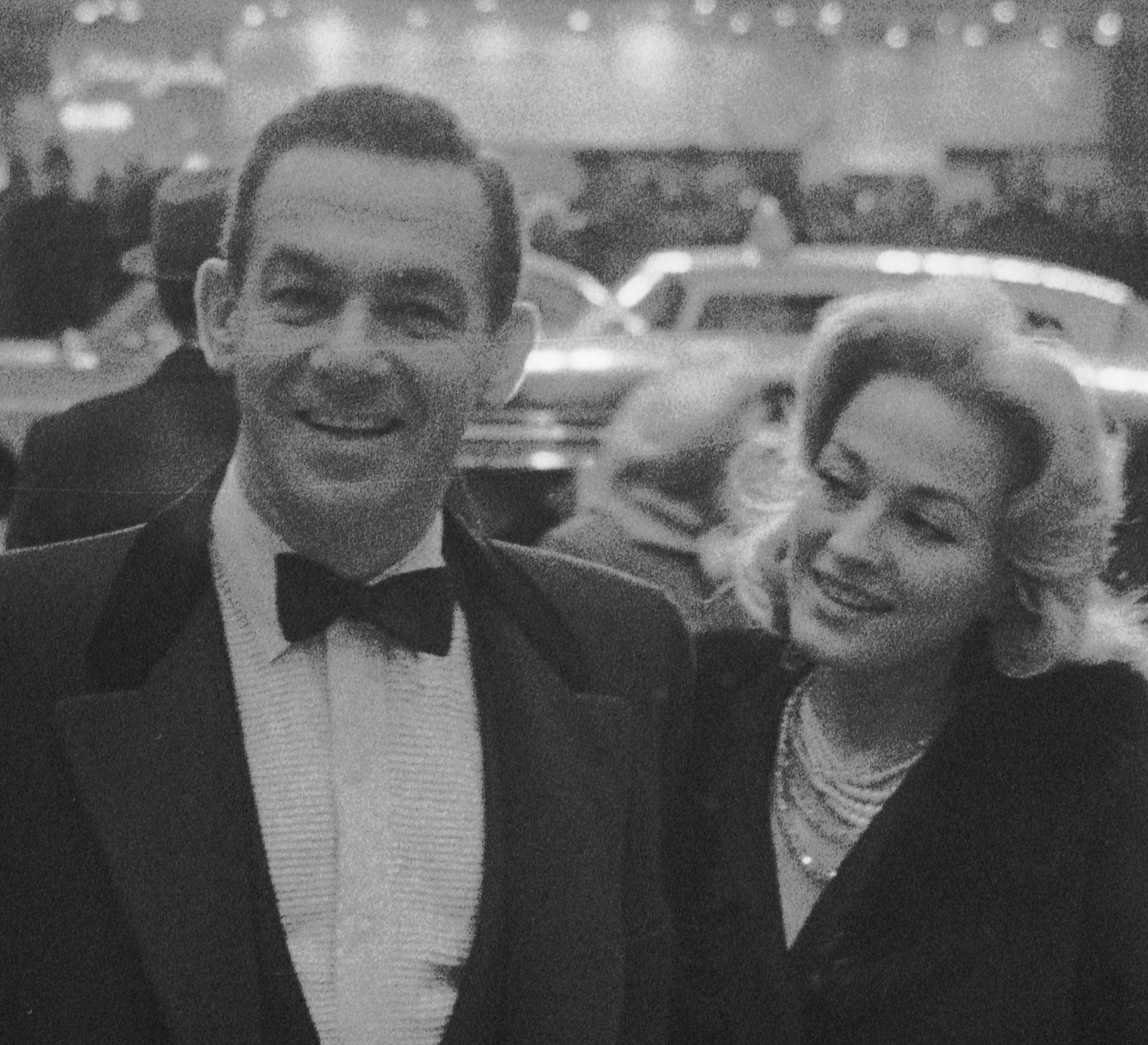
Jack Carter y Paula Stewart en 1959

Paula Stewart (nacida como Dorothy Paula Zürndorfer, 9 de abril de 1929) es una actriz estadounidense de teatro, cine y televisión, conocida sobre todo por sus papeles secundarios.

## Primeros años
El padre de Stewart era el Dr. Walter Zürndorfer y su madre, Esther Morris, era actriz. Estudió en el Shimer College de Mount Carroll, Illinois, que entonces era un colegio femenino, y se graduó en 1947. Continuó sus estudios en la Universidad del Noroeste y más tarde se incorporó a la compañía nacional de Brigadoon.

## Carrera
Stewart fue contratada como suplente de Anne Crowley en una producción de Seventeen en Broadway en junio de 1951.
Stewart protagonizó la revista de George White Nice to See You en 1953 en el Versailles Club, un teatro con cena. En septiembre de 1955, Stewart, soprano, comenzó un compromiso de un mes con Kismet en el Music circus de Lambertville, Nueva Jersey. Ha actuado en más de 35 musicales y obras de teatro en Broadway y en grandes producciones del Summer Stock de todo el país[cita requerida] Actuó junto a Donald O'Connor en Little Me, Gordon MacRae y Howard Keel en Carousel, y Jack Carter en Operation Mad Ball, Born Yesterday y Critics Choice de 1956 a 1957. Sucedió a Jo Sullivan en The Threepenny Oper,[cita requerida] y posteriormente fue reclutada por Frank Loesser[cita requerida] para protagonizar la reposición de The Most Happy Fella en 1959.
En 1960, Stewart participó en la revista From A to Z, protagonizada por Hermione Gingold. Ese mismo año apareció junto a Lucille Ball en el papel de su hermana en el musical Wildcat (1960), en el Alvin Theater. En 1961 actuó en el musical de Broadway Let It Ride protagonizada por George Gobel y Sam Levene en el Eugene O'Neill Theatre. En 1965 sucedió a Bernice Massi[cita requerida] en What Makes Sammy Run?.
Paula Stewart y Jack Carter actuaron juntos en teatros y clubes nocturnos de todo el país y en el extranjero para la USO en Alemania. En Nueva York actuaron en el prestigioso Number One Fifth Avenue, The Versailles Club, The Empire Room en Waldorf Astoria The Starlight Room en The Americana Hotel; en Las Vegas en El Rancho Vegas y The Flamingo; en Lake Tahoe, en el Harrah's Hotel; y The La Ronde Room en The Fountainbleu Hotel y The Deauville, ambos en Miami, Florida.

## Modelo fotográfica
En mayo de 1956, Stewart realizó un reportaje de dos páginas sobre lencería como modelo para Picture Week. También apareció en varios anuncios impresos, entre ellos uno de Cashmere Bouquet y otro de Heublein Liquor, en el que aparecía con su entonces marido Jack Carter.

## Televisión
Apareció en episodios de Route 66 (1963), The Joey Bishop Show (1964), Hogan's Heroes (1965), Perry Mason (1965), My Favorite Martian (1966), The Big Valley (1966) y Love, American Style (1969). Hizo una película para televisión, Without Her Consent, en 1990.

## Cine
Su primer crédito cinematográfico es por el papel de Carlotta Jones en Diary of a Bachelor (1964). Esta película independiente sobre una mujer adinerada que descubre el diario de su prometido soltero está protagonizada por William Traylor y Dagne Crane. Otras películas en las que apareció, aunque en papeles secundarios, son Kemek (1970) y Suppose They Gave a War and Nobody Came? (1970)

## Matrimonios
Paula se casó con Burt Bacharach en 1953 durante su actuación en Nice to See You en el Versailles Club. Era su acompañante y hacía los arreglos para su actuación en el club nocturno. Se divorciaron amistosamente en 1958. Stewart se casó con el cómico Jack Carter en 1961; se divorciaron en 1970. Tienen un hijo, Michael David Carter.

## Productora de cine
En 1970 Stewart produjo la película Dinah East. La película fue dirigida por Gene Nash y protagonizada por los desconocidos Jeremy Stockwell y Andy Davis, así como por la diva de la contracultura Ultra Violet.